# Jesús Navas
Jesús Navas González (Los Palacios y Villafranca, Sevilla, 21 de noviembre de 1985) es un exfutbolista español que jugaba en la posición de lateral derecho o extremo. En 2011 fue galardonado con la Real Orden del Mérito Deportivo, máxima distinción individual del deporte otorgada en España.
Es el jugador con más partidos y títulos en la historia del Sevilla Fútbol Club y el que más derbis ha disputado, 28. El estadio del Sevilla Atlético y el de un complejo deportivo de Los Palacios y Villafranca llevan su nombre.

## Trayectoria

### Sevilla F. C.

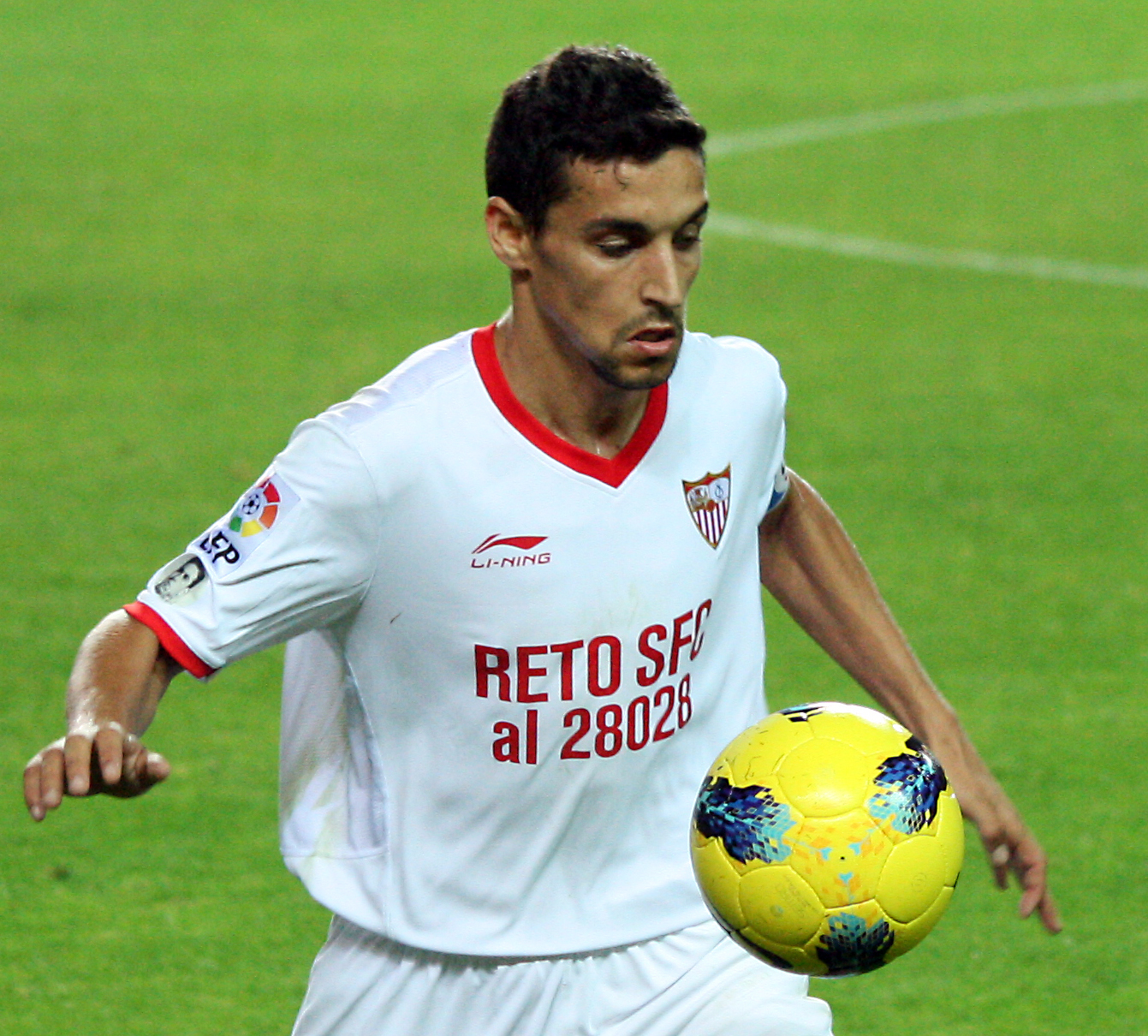
Navas jugando para el Sevilla F. C. en 2012.

Navas se unió a la cantera del Sevilla F. C. a los 15 años. Al año siguiente obtuvo la confianza del entrenador y llegó a disputar 22 partidos en la liga, marcando en 3 ocasiones. Navas prometía y, como resultado de su gran juego a tan corta edad, llegó el ascenso al primer equipo. Hizo su debut en liga con el Sevilla el 23 de noviembre de 2003 jugando 12 minutos en la derrota 0-1 contra el R. C. D. Espanyol. A este partido hay que sumarle cuatro partidos más antes de que la liga acabara (ningún partido completo).
En la temporada 2004-05 fue ascendido permanentemente al primer equipo, anotando dos goles en 22 partidos, hizo su debut en la selección española sub-21 y, el 4 de mayo de 2005, su vínculo con el club se extendió hasta 2010.
En la siguiente temporada Navas fue un elemento crucial para que los andaluces ganaran su primera Copa de la UEFA disputó los 12 partidos del torneo, incluyendo la final contra el Middlesbrough. En agosto de 2006 había un acuerdo para el traspaso al Chelsea, pero el jugador lo rechazó, alegando una posible nostalgia.
Durante las siguientes temporadas Navas continuó siendo un habitual del Sevilla, siendo el mayor asistente del club, al tiempo que añade nueve goles en la liga. Él también ayudó en la 2007-08 a ganar la Copa del Rey, y al tercer lugar en el campeonato nacional de la temporada siguiente.
En la temporada 2009-10, Navas era omnipresente, apareciendo en más de 50 partidos oficiales y liderando la liga en pases decisivos (dos de ellas en la última jornada contra la UD Almería, cuando el Sevilla superó al RCD Mallorca por la cuarta plaza final con un triunfo 3-2 en el campo del Almería. El 19 de mayo de 2010 jugó la final de la Copa del Rey española contra el Atlético de Madrid, anotando el segundo gol para los hispalenses a pocos minutos del final.
En la temporada 2010-11 comenzó con una lesión, y apareció en menos de la mitad de los partidos de Sevilla. El 13 de marzo de 2011 obtuvo a través de un cabezazo raro el empate en casa 1-1 ante el vigente campeón el FC Barcelona, su único gol de la campaña.
En enero de 2011, Navas renovó su contrato con el equipo de Nervión hasta 2015 con la condición de bajar la cláusula de rescisión desde 60 hasta 35 millones de euros, poniendo así al jugador más al alcance de los grandes clubs.

### Manchester City
El 3 de junio de 2013, el club sevillano hizo oficial la venta de Navas al Manchester City Football Club por 20 millones de euros, más otros dos millones y medio en variables.
Con el City jugó un total de 183 partidos y ganó la Premier League 2013/2014 y la Copa de Liga en su primera temporada, título que volvería a repetir en 2016. Su primer con el club mancuniano, contra el Tottenham Hotspur, fue el gol mas rápido en la historia del club. En ese partido además logró el primer doblete de su historia.

### Regreso al Sevilla F. C.
El 1 de agosto de 2017, el Sevilla anunció el regreso de Navas a su club anterior a través de un video. Firmó un contrato de cuatro años y se le otorgó la camiseta con el número 16 que usó el difunto Antonio Puerta, un número reservado para los canteranos.
Durante su segunda etapa, Navas continuó apareciendo ocasionalmente en el lateral derecho. El 20 de septiembre de 2017, celebró su 400 aparición para el club al marcar el único gol de la victoria por 1-0 en casa contra Las Palmas, y superó el récord de Pablo Blanco de 416 partidos cuando salió del banquillo contra Levante el 16 de diciembre.
El 18 de octubre de 2018, la junta directiva de Sevilla acordó cambiar el nombre del estadio principal de la Ciudad Deportiva José Ramón Cisneros Palacios como Estadio Jesús Navas en reconocimiento a la carrera profesional de Navas.
El 10 de noviembre de 2019, en partido contra el eterno rival, se convierte en el primer jugador que supera las 250 victorias con el club blanquirrojo. El día 27 de ese mismo mes se presenta el libro Jesús Navas: Un duende de leyenda, obra del periodista Juan Manuel Ávila, que narra la biografía del palaciego en el mundo del fútbol.
El 15 de mayo de 2024 jugaba su partido 500 en la liga española. Al día siguiente comunicaba que dejaba el club hispalense,al no llegar a un acuerdo con la entidad en renovar el contrato. Días después lo renovaba hasta final de año, fecha en la que empezaría a trabajar con el club fuera de los terrenos de juego.
El 14 de septiembre de 2024 anota 1 gol ante el Getafe en el Sánchez Pizjuan 5 años y medio después del último que marco ante el Barcelona en febrero de 2019, convirtiéndose así en el futbolista más veterano después de Sergio Ramos en marcar con la camiseta Sevillista. El 19 de septiembre de 2024 comunicó que se retiraría del fútbol a finales de año por problemas en la cadera: "Llevo con esta situación cuatro años. Es un desgaste, cada vez va a más, cada vez más continúo, más intenso. Es complicado, cuando completas el partido, llevas dos o tres días que no puedes andar, que se hace complicado. Para mí era un reto muy grande estos seis meses, quería estar con el equipo". El 6 de octubre de 2024 se convirtió en el jugador que más derbis ha jugado en la historia superando al bético Joaquín Sánchez.

## Selección nacional
Tras debutar en el primer equipo del Sevilla FC, Navas hizo su debut con la sub-21 en septiembre de 2004. Había sido señalado como una estrella potencial después de buenas actuaciones con su club y país, pero sus problemas de ansiedad le obligaron a dejar el fútbol internacional. En agosto de 2009, anunció su deseo de superar su condición con el fin de poner en juego su crédito en la lista de convocados para la Copa Mundial FIFA 2010 y se hizo disponible para la selección, afirmando: "Jugar para tu país es lo más grande y espero poder, también. Tengo que estar tranquilo y hacer mi decisión. Tengo que seguir tomando las medidas adecuadas".
El 9 de noviembre de 2009, Navas fue llamado en marcha por el seleccionador Vicente del Bosque para los amistosos con Argentina y Austria. El 14 de noviembre hizo su debut en la victoria por 2-1 en Madrid, jugando los últimos 10 minutos en el lugar de Andrés Iniesta. Cuatro días más tarde, jugó todo el segundo tiempo contra Austria en la victoria por 5-1 en Viena.
Seleccionado para las fases finales de la Copa del Mundo en Sudáfrica, Navas anotó su primer gol como internacional el 3 de junio de 2010 en un partido amistoso contra Corea del Sur, único gol del partido a los cuatro minutos del final. En el mismo torneo apareció en tres partidos, incluyendo 30 minutos más el tiempo extra en la final contra Holanda (1-0) cuando España levantó su primer trofeo de la Copa Mundial de la FIFA. Participó en la jugada del gol de Andrés Iniesta, que hizo a España campeona del mundo.
Navas también fue seleccionado para la Eurocopa de 2012, donde apareció en varios partidos como sustituto. El 18 de junio de 2012 marcó el único gol del partido en el minuto 87 del partido del Grupo en la última jornada contra Croacia. España fue primera del Grupo C. Marcó a pase de Andrés Iniesta.
Navas debutó con la selección absoluta el 14 de noviembre de 2009, en el partido amistoso España 2-1 Argentina, disputado en el Estadio Vicente Calderón de Madrid y en el que se conmemoraba el centenario de la RFEF.
Previamente, Navas fue requerido por el ex seleccionador Luis Aragonés para formar parte del combinado nacional, entre los años 2006 y 2008, pero problemas de ansiedad, le impidieron incorporarse al grupo.
El 20 de mayo de 2010 fue convocado para el Mundial de Sudáfrica y se convirtió en campeón del mundo, donde pese a jugar solo 3 partidos, terminó siendo fundamental en la jugada del gol de Andrés Iniesta en la final contra Países Bajos, y el 3 de junio de 2010 marcó su primer gol ante Corea del Sur, gol que da la victoria al partido de preparación para el Mundial 2010.
El 18 de junio de 2012, marca el gol de la victoria en el último partido de la fase de grupos de la Eurocopa 2012, España 1-0 Croacia, su primer gol en competición oficial. Ese gol fue también, el primer tanto de un jugador del Sevilla FC en una fase final de una Eurocopa con la camiseta de la selección española. En este campeonato, se convirtió en campeón de Europa con España.
El 27 de junio de 2013, durante la ronda de penaltis, marca el tanto decisivo frente a Italia, clasificando a la selección española para la final de la Copa Confederaciones 2013, partido disputado en Fortaleza (Brasil).
El 15 de marzo de 2019 vuelve a entrar en una convocatoria de la mano de Luis Enrique para los partidos contra Noruega y Malta. Jugó ante Noruega los 90 minutos, rindiendo de excelente manera, y ante Malta entró en el minuto 65 por Saúl y dio una asistencia a Morata en el segundo gol ante los malteses, dejando a Navas como el principal candidato a ser el lateral derecho titular de la selección española en camino a la Eurocopa 2020.
En junio de 2023 fue llamado para jugar la Liga de Naciones de la UEFA convirtiéndose en el jugador más veterano en ser convocado con la selección y con su titularidad en las semifinales contra Italia en el más veterano en vestir la camiseta.
Con la victoria de la selección en la Liga de Naciones se convertía en el único jugador en haber conseguido la Copa Mundial de la FIFA, Eurocopa y Liga de Naciones de la UEFA.
En junio de 2024 disputó la Eurocopa, siendo el único jugador campeón del mundo en ser parte del plantel. Fue titular y jugó los 90 minutos en el tercer partido del grupo frente a Albania. Ingresó en el minuto 80 en el partido de octavos de final frente a Georgia, en el que 'La Roja' triunfó 4-1.
Formó parte del plantel que llegó a la final de la competición, sustituyendo a Daniel Carvajal como titular en el partido de semifinales ante Francia, que España ganó por 2-1.
Con la victoria de la selección en la final contra Inglaterra por 2-1, se convirtió en el jugador con más trofeos internacionales con España.

### Participaciones en Copas del Mundo
| Mundial                        | Sede      | Resultado | Partidos | Goles |
| ------------------------------ | --------- | --------- | -------- | ----- |
| Copa Mundial de Fútbol de 2010 | Sudáfrica | Campeón   | 3        | 0     |

### Participaciones en competiciones europeas
| Eurocopa                    | Sede              | Resultado | Partidos | Goles |
| --------------------------- | ----------------- | --------- | -------- | ----- |
| Eurocopa 2012               | Polonia y Ucrania | Campeón   | 3        | 1     |
| Liga de Naciones de la UEFA | Países Bajos      | Campeón   | 2        | 0     |
| Eurocopa 2024               | Alemania          | Campeón   | 3        | 0     |

### Participaciones en Copa Confederaciones
| Confederaciones                | Sede   | Resultado  |
| ------------------------------ | ------ | ---------- |
| Copa FIFA Confederaciones 2013 | Brasil | Subcampeón |

### Estadísticas
A último partido jugado el 12 de octubre de 2023.
| Selección        | Año              | Amistosos | Amistosos | Eliminatorias Eurocopa | Eliminatorias Eurocopa | Eurocopa | Eurocopa | Eliminatorias mundialistas | Eliminatorias mundialistas | Copa Mundial | Copa Mundial | Copa Confederaciones | Copa Confederaciones | Liga de Naciones | Liga de Naciones | Total | Total |
| Selección        | Año              | PJ        | G(a)      | PJ                     | G(a)                   | PJ       | G(a)     | PJ                         | G(a)                       | PJ           | G(a)         | PJ                   | G(a)                 | PJ               | G(a)             | PJ    | G(a)  |
| ---------------- | ---------------- | --------- | --------- | ---------------------- | ---------------------- | -------- | -------- | -------------------------- | -------------------------- | ------------ | ------------ | -------------------- | -------------------- | ---------------- | ---------------- | ----- | ----- |
| España           | 2009             | 2         | 0(1)      | -                      | -                      | -        | -        | -                          | -                          | -            | -            | -                    | -                    | -                | -                | 2     | 0(1)  |
| España           | 2010             | 6         | 1         | 0                      | 0                      | -        | -        | -                          | -                          | 3            | 0(1)         | -                    | -                    | -                | -                | 9     | 1(1)  |
| España           | 2011             | 2         | 0(1)      | 1                      | 0                      | -        | -        | -                          | -                          | -            | -            | -                    | -                    | -                | -                | 3     | 0(1)  |
| España           | 2012             | 5         | 0(3)      | -                      | -                      | 3        | 1        | 0                          | 0                          | -            | -            | -                    | -                    | -                | -                | 8     | 1(3)  |
| España           | 2013             | 6         | 1         | -                      | -                      | -        | -        | 3                          | 0(1)                       | -            | -            | 3                    | 0(1)                 | -                | -                | 12    | 1(2)  |
| España           | 2014             | 1         | 0         | -                      | -                      | -        | -        | -                          | -                          | -            | -            | -                    | -                    | -                | -                | 1     | 0     |
| España           | 2019             | 0         | 0         | 7                      | 2(1)                   | -        | -        | -                          | -                          | -            | -            | -                    | -                    | -                | -                | 7     | 2(1)  |
| España           | 2020             | 0         | 0         | 0                      | 0                      | -        | -        | -                          | -                          | -            | -            | -                    | -                    | 4                | 0                | 4     | 0     |
| España           | 2023             | 0         | 0         | 1                      | 0(1)                   | -        | -        | -                          | -                          | -            | -            | -                    | -                    | 2                | 0                | 3     | 0(1)  |
| España           | 2024             | 0         | 0         | -                      | -                      | 2        | 0        | -                          | -                          | -            | -            | -                    | -                    | -                | -                | 2     | 0     |
| Total con España | Total con España | 22        | 2(5)      | 9                      | 2(2)                   | 5        | 1        | 3                          | 0(1)                       | 3            | 0(1)         | 3                    | 0(1)                 | 6                | 0                | 51    | 5(10) |

### Goles internacionales

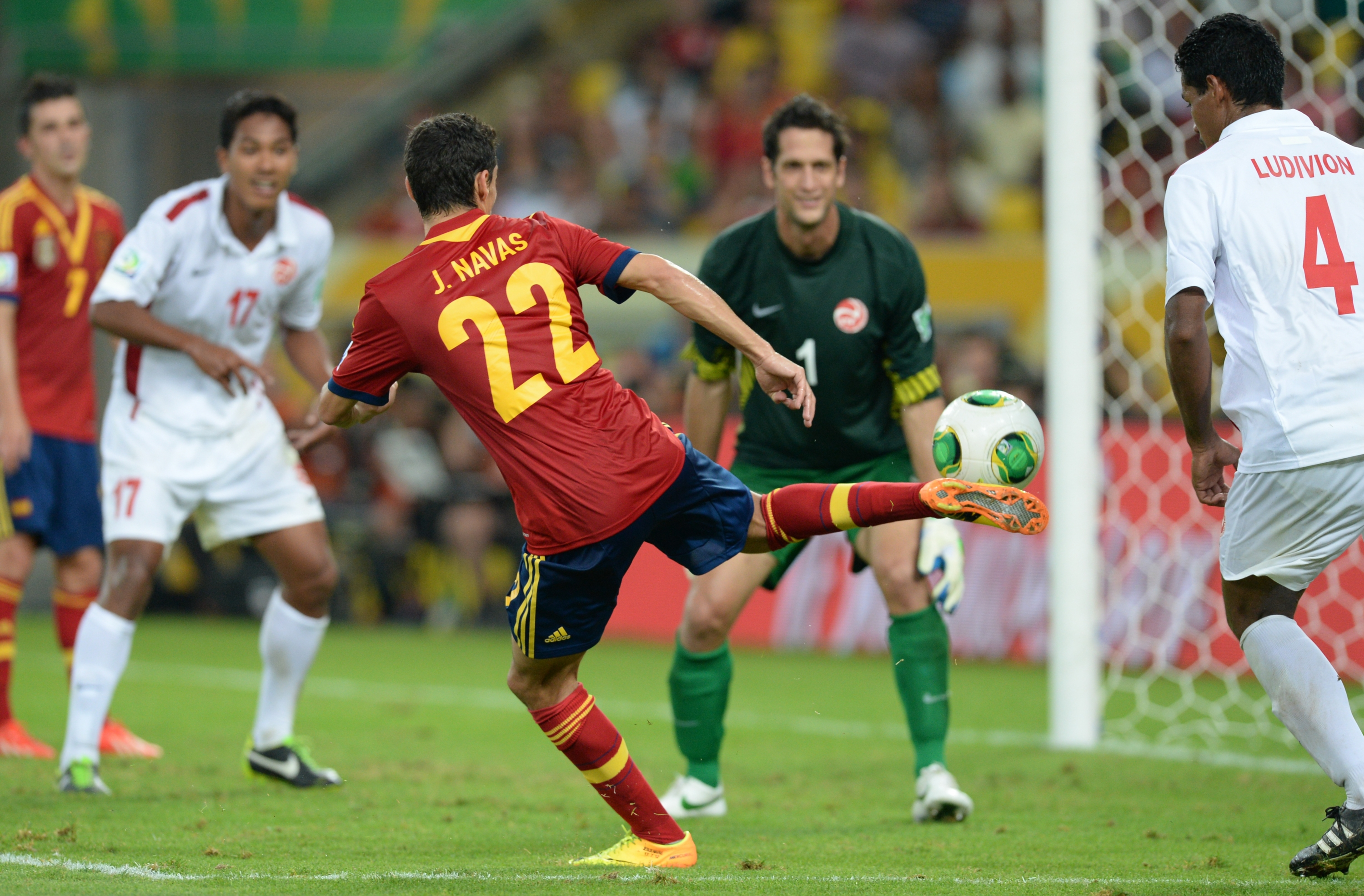
En la selección contra Tahití

| # | Fecha                    | Lugar                             | Rival         | Gol   | Resultado | Competición                 |
| - | ------------------------ | --------------------------------- | ------------- | ----- | --------- | --------------------------- |
| 1 | 3 de junio de 2010       | Tivoli Neu, Innsbruck, Austria    | Corea del Sur | 1 - 0 | 1 - 0     | Amistoso                    |
| 2 | 18 de junio de 2012      | Arena Gdansk, Gdansk, Polonia     | Croacia       | 0 - 1 | 0 - 1     | Eurocopa 2012               |
| 3 | 10 de septiembre de 2013 | Stade de Genève, Carouge, Suiza   | Chile         | 2 - 2 | 2 - 2     | Amistoso                    |
| 4 | 7 de junio de 2019       | Tórsvøllur, Tórshavn, Islas Feroe | Islas Feroe   | 0 - 2 | 1 - 4     | Clasificación Eurocopa 2020 |
| 5 | 15 de noviembre de 2019  | Ramón de Carranza, Cádiz, España  | Malta         | 7 - 0 | 7 - 0     | Clasificación Eurocopa 2020 |

## Estadísticas

### Clubes
Actualizado al último partido disputado el 22 de diciembre de 2024.
| Club | Div.          | Temporada     | Liga  | Liga  | Liga   | Copas nacionales(1) | Copas nacionales(1) | Copas nacionales(1) | Copas internacionales(2) | Copas internacionales(2) | Copas internacionales(2) | Total | Total | Total  |
| Club | Div.          | Temporada     | Part. | Goles | Asist. | Part.               | Goles               | Asist.              | Part.                    | Goles                    | Asist.                   | Part. | Goles | Asist. |
| --- | ------------- | ------------- | ----- | ----- | ------ | ------------------- | ------------------- | ------------------- | ------------------------ | ------------------------ | ------------------------ | ----- | ----- | ------ |
| Sevilla F. C. · España | 1.ª           | 2003-04       | 5     | 0     | 0      | 0                   | 0                   | 0                   | 0                        | 0                        | 0                        | 5     | 0     | 0      |
| Sevilla F. C. · España | 1.ª           | 2004-05       | 23    | 2     | 1      | 2                   | 1                   | 0                   | 5                        | 0                        | 1                        | 30    | 3     | 2      |
| Sevilla F. C. · España | 1.ª           | 2005-06       | 34    | 2     | 1      | 1                   | 0                   | 0                   | 12                       | 0                        | 2                        | 47    | 2     | 3      |
| Sevilla F. C. · España | 1.ª           | 2006-07       | 29    | 1     | 0      | 5                   | 1                   | 0                   | 9                        | 0                        | 2                        | 43    | 2     | 2      |
| Sevilla F. C. · España | 1.ª           | 2007-08       | 36    | 5     | 9      | 6                   | 0                   | 1                   | 11                       | 0                        | 3                        | 53    | 5     | 13     |
| Sevilla F. C. · España | 1.ª           | 2008-09       | 35    | 4     | 13     | 8                   | 1                   | 0                   | 6                        | 0                        | 2                        | 49    | 5     | 15     |
| Sevilla F. C. · España | 1.ª           | 2009-10       | 34    | 4     | 13     | 7                   | 2                   | 2                   | 8                        | 2                        | 3                        | 49    | 8     | 18     |
| Sevilla F. C. · España | 1.ª           | 2010-11       | 15    | 1     | 5      | 7                   | 0                   | 1                   | 6                        | 1                        | 1                        | 28    | 2     | 7      |
| Sevilla F. C. · España | 1.ª           | 2011-12       | 37    | 5     | 13     | 4                   | 0                   | 0                   | 2                        | 0                        | 0                        | 43    | 5     | 13     |
| Sevilla F. C. · España | 1.ª           | 2012-13       | 37    | 0     | 7      | 7                   | 1                   | 3                   | —                        | —                        | —                        | 44    | 1     | 10     |
| Manchester City F. C. Inglaterra | 1.ª           | 2013-14       | 30    | 4     | 7      | 10                  | 2                   | 3                   | 8                        | 0                        | 3                        | 48    | 6     | 13     |
| Manchester City F. C. Inglaterra | 1.ª           | 2014-15       | 35    | 0     | 8      | 5                   | 1                   | 2                   | 7                        | 0                        | 0                        | 47    | 1     | 10     |
| Manchester City F. C. Inglaterra | 1.ª           | 2015-16       | 34    | 0     | 7      | 8                   | 1                   | 2                   | 10                       | 0                        | 1                        | 52    | 1     | 10     |
| Manchester City F. C. Inglaterra | 1.ª           | 2016-17       | 24    | 0     | 0      | 6                   | 0                   | 2                   | 6                        | 0                        | 1                        | 36    | 0     | 3      |
| Manchester City F. C. Inglaterra | Total club    | Total club    | 123   | 4     | 22     | 29                  | 4                   | 9                   | 31                       | 0                        | 5                        | 183   | 8     | 36     |
| Sevilla F. C. · España | 1.ª           | 2017-18       | 26    | 1     | 0      | 8                   | 1                   | 0                   | 10                       | 0                        | 2                        | 44    | 2     | 2      |
| Sevilla F. C. · España | 1.ª           | 2018-19       | 32    | 1     | 5      | 2                   | 0                   | 0                   | 10                       | 1                        | 3                        | 44    | 2     | 8      |
| Sevilla F. C. · España | 1.ª           | 2019-20       | 38    | 0     | 7      | 3                   | 0                   | 1                   | 6                        | 0                        | 2                        | 47    | 0     | 10     |
| Sevilla F. C. · España | 1.ª           | 2020-21       | 34    | 0     | 6      | 2                   | 0                   | 0                   | 7                        | 0                        | 0                        | 43    | 0     | 6      |
| Sevilla F. C. · España | 1.ª           | 2021-22       | 25    | 0     | 3      | 0                   | 0                   | 0                   | 8                        | 0                        | 0                        | 33    | 0     | 3      |
| Sevilla F. C. · España | 1.ª           | 2022-23       | 32    | 0     | 0      | 5                   | 0                   | 3                   | 12                       | 0                        | 1                        | 49    | 0     | 4      |
| Sevilla F. C. · España | 1.ª           | 2023-24       | 29    | 0     | 2      | 2                   | 0                   | 0                   | 5                        | 0                        | 0                        | 36    | 0     | 2      |
| Sevilla F. C. · España | 1.ª           | 2024-25       | 15    | 1     | 0      | 1                   | 0                   | 0                   | —                        | —                        | —                        | 16    | 1     | 0      |
| Sevilla F. C. · España | Total club    | Total club    | 516   | 26    | 85     | 70                  | 7                   | 11                  | 117                      | 4                        | 22                       | 704   | 37    | 118    |
| Total carrera | Total carrera | Total carrera | 639   | 30    | 107    | 99                  | 11                  | 20                  | 148                      | 4                        | 27                       | 887   | 45    | 154    |
| (1) Las copas nacionales se refiere a la Copa del Rey, Supercopa de España, FA Cup, Copa de la Liga de Inglaterra y Community Shield. (2) Las copas internacionales se refiere a la Liga Europa de la UEFA, Liga de Campeones de la UEFA y Supercopa de Europa. |               |               |       |       |        |                     |                     |                     |                          |                          |                          |       |       |        |

## Palmarés

### Títulos nacionales
| Título                        | Club                  | País       | Año  |
| ----------------------------- | --------------------- | ---------- | ---- |
| Copa del Rey                  | Sevilla F. C.         | España     | 2007 |
| Supercopa de España           | Sevilla F. C.         | España     | 2007 |
| Copa del Rey                  | Sevilla F. C.         | España     | 2010 |
| Copa de la Liga de Inglaterra | Manchester City F. C. | Inglaterra | 2014 |
| Premier League                | Manchester City F. C. | Inglaterra | 2014 |
| Copa de la Liga de Inglaterra | Manchester City F. C. | Inglaterra | 2016 |

### Títulos internacionales
| Título                      | Selección     | Sede              | Año  |
| --------------------------- | ------------- | ----------------- | ---- |
| Copa Mundial de Fútbol      | España        | Sudáfrica         | 2010 |
| Eurocopa                    | España        | Polonia y Ucrania | 2012 |
| Liga de Naciones de la UEFA | España        | Países Bajos      | 2023 |
| Eurocopa                    | España        | Alemania          | 2024 |
| Título                      | Club          | Sede              | Año  |
| Copa de la UEFA             | Sevilla F. C. | Países Bajos      | 2006 |
| Supercopa de Europa         | Sevilla F. C. | Mónaco            | 2006 |
| Copa de la UEFA             | Sevilla F. C. | Escocia           | 2007 |
| Liga Europa de la UEFA      | Sevilla F. C. | Alemania          | 2020 |
| Liga Europa de la UEFA      | Sevilla F. C. | Hungría           | 2023 |

### Distinciones individuales
| Distinción                                 | Año     |
| ------------------------------------------ | ------- |
| Mejor centrocampista de La Liga            | 2009-10 |
| Mejor jugador de la Liga Europa de la UEFA | 2022-23 |

## Premios, reconocimientos y distinciones
- Hijo predilecto de Los Palacios y Villafranca en 2010[41]

- Medalla de Oro de la Real Orden del Mérito Deportivo, otorgada por el Consejo Superior de Deportes (2011)[3]

- El día ocho de marzo de 2018 Recibe la distinción de la IX "BOTIJA LEBRIJANA" por sus Méritos en el Sevilla FC, otorgada por la Peña Sevillista de Lebrija RV Monchi.[42]

- El estadio del Sevilla Atlético lleva su nombre.[43]
- Es el jugador que más títulos ha conseguido con el Sevilla FC.[44][5]

- Polideportivo con su nombre en Los Palacios y Villafranca, su localidad natal, desde 2007.

- Mejor Deportista Masculino en la Gala del Deporte de Los Palacios y Villafranca[45]

- Mejor lateral derecho según la UEFA de La Liga Española: 2018/19[46]

- Jugador más veterano en vestir la camiseta de la selección española.

- Galardonado en la XXIII Gala de los Periodistas Deportivos de Sevilla: 2024.[47]

- Mejor deportista masculino en la XXXVII Gala del Deporte de Sevilla: 2024[48]

- Premio Andalucía del Deporte en 2024[49]

- Hijo Predilecto de Andalucía 2025[50]

## Vida personal

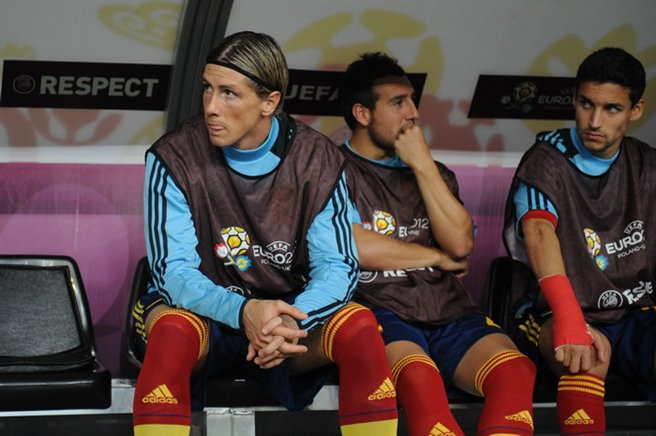
Navas en el banco de suplentes en la Euro 2012

El hermano mayor de Navas, Marco, era también un futbolista y jugaba de centrocampista. Después de ser canterano del Sevilla, acumuló tres apariciones en el primer equipo, pero jugó principalmente en la Segunda División.
El día 10 de junio de 2011 en Los Palacios y Villafranca (Sevilla) se casó con Alejandra Moral, con la que mantiene una relación sentimental que comenzó en su juventud. Su primer hijo nació en Sevilla el 17 de julio de 2012, llamado Jesús Navas Moral. Su segundo hijo nació en el Hospital Quirónsalud Sagrado Corazón de Sevilla el 20 de noviembre de 2018, llamado Romeo Navas Moral.
Cuando era joven, Navas fue diagnosticado con trastorno de ansiedad, lo cual se agravó al subir al primer equipo sevillista con 18 años. Esto le hizo que le costara adaptarse, y que se perdiera algunos partidos y campeonatos (como la Copa Mundial Sub-20 de 2005). No obstante, con tratamiento psicológico y el apoyo de compañeros que le tutelaron, como Sergio Ramos, o los fallecidos José Antonio Reyes y Antonio Puerta, consiguió salir adelante y destacar de enorme manera como futbolista.